# 48 км
48 км, 48 км Юшутской железной дороги, посёлок 48 километра — упразднённый посёлок в Моркинском районе Марийской АССР Российской Федерации. Входил на год упразднения Зеленогорский сельсовет.

## География
Посёлок находился в юго-восточной части республики, в зоне хвойно-широколиственных лесов, на ведомственной узкоколейной железнодорожной дороге, в 3 км севернее центра сельсовета пос. Зеленогорск, в 15 км от райцентра посёлка городского типа Морки, в 48 км от ближайшей железнодорожной станции Суслонгер.

### Климат
Климат характеризуется как умеренно континентальный, с умеренно холодной снежной зимой и относительно тёплым летом. Среднегодовая температура воздуха — 2,3 °С. Средняя температура воздуха самого тёплого месяца (июля) — 18,2 °C (абсолютный максимум — 38 °C); самого холодного (января) — −13,7 °C (абсолютный минимум — −47 °C). Безморозный период длится с середины мая до середины сентября. Среднегодовое количество атмосферных осадков составляет 491 мм, из которых около 352 мм выпадает в период с апреля по октябрь.

## История
Образован в 1951 году и входил в состав Весьшургинского сельского совета.
7 июня 1963 года образовался Зеленогорский сельсовет, в состав которого вошёл посёлок 48 км.
В 1970-е годы посёлок был расформирован.
Официально на 1 января 1978 года учитывался в административно-территориальном делении Марийской АССР (Марийская АССР. Административно-территориальное деление на 1 января 1978 года. Йошкар-Ола, 1978).

## Население
В 1959 году проживали 16 мужчин и столько же женщин, русские.

## Инфраструктура
Здесь располагался базовый пункт ОРСа Суслонгерского леспромхоза, нижний склад Березинского леспромхоза, который впоследствии переименован в нефтебазу Зеленогорского лесокомбината.
По рассказу местного жителя, было построено несколько жилых домов барачного типа, где проживал обслуживающий персонал. Первоначально сюда завозили продукцию деревообработки, затем продукты питания, откуда их развозили по всему району.

## Транспорт
Проходила Юшутская железнодорожная ветка (к 2004 году разобрана).